# Gough Whitlam
Edward Gough Whitlam, född 11 juli 1916 i Kew utanför Melbourne i Victoria, död 21 oktober 2014 i Sydney i New South Wales, var en australisk politiker (Australian Labor Party) som var landets premiärminister december 1972–november 1975.

## Biografi
Ursprungligen jurist blev Whitlam parlamentsledamot från 1952 och ledare för laborpartiet 1967-1978 och premiärminister 1972–1975. Han upprättade närmare förbindelser med Asien, lotsade Australien ur landets engagemang i Vietnamkriget, försökte sig på en omfördelning av rikedomar och tog lån för att öka nationellt ägarskap av industri och naturtillgångar. 
När oppositionen stoppade finansiella förslag i senaten, efter en förtroendekris, vägrade Whitlam att utlysa allmänna val varpå han entledigades av Australiens generalguvernör John Kerr under Australiens konstitutionella kris 1975. Han förlorade sedan det val som utlystes av Malcolm Fraser, som av generalguvernören utsetts att leda en interimsregering.